# 瓦西里夫卡 (扎哈里夫卡市鎮)
47°21′43″N 29°36′51″E / 47.36194°N 29.61417°E
瓦西里夫卡（烏克蘭語：Василівка）是位於烏克蘭西南部的村莊，由敖德萨州羅茲季利納區的扎哈里夫卡市鎮負責管轄。該村始建於1793年，面積1.66平方公里，海拔高度123米，2001年人口485，人口密度每平方公里292.17人。